# 叶柏寿站
叶柏寿站是一个锦承铁路和叶赤铁路上的铁路车站，位于辽宁省朝阳市建平县叶柏寿街道，建于1934年，目前为二等站，邮政编码为122400。目前客运：办理旅客乘降；行李、包裹托运；货运：办理整车、零担货物发到；办理整车货物承运前保管。